# PTRHD1
PTRHD1 (англ. Peptidyl-tRNA hydrolase domain containing 1) – білок, який кодується однойменним геном, розташованим у людей на 2-й хромосомі. Довжина поліпептидного ланцюга білка становить 140 амінокислот, а молекулярна маса — 15 805.
| 10         |  | 20         |  | 30         |  | 40         |  | 50         |
| ---------- |  | ---------- |  | ---------- |  | ---------- |  | ---------- |
| MHRGVGPAFR |  | VVRKMAASGA |  | EPQVLVQYLV |  | LRKDLSQAPF |  | SWPAGALVAQ |
| ACHAATAALH |  | THRDHPHTAA |  | YLQELGRMRK |  | VVLEAPDETT |  | LKELAETLQQ |
| KNIDHMLWLE |  | QPENIATCIA |  | LRPYPKEEVG |  | QYLKKFRLFK |  |            |

A: Аланін

C: Цистеїн

D: Аспарагінова кислота

E: Глутамінова кислота

F: Фенілаланін

G: Гліцин

H: Гістидин

I: Ізолейцин

K: Лізин

L: Лейцин

M: Метіонін

N: Аспарагін

P: Пролін

Q: Глутамін

R: Аргінін

S: Серин

T: Треонін

V: Валін

W: Триптофан

Кодований геном білок за функцією належить до гідролаз. 